# Preso político
Um preso político é alguém preso por sua atividade política, representado oposição contra o regime em vigor. O crime político nem sempre é o motivo oficial da detenção do preso.
Não há uma definição legal internacionalmente reconhecida do conceito, embora inúmeras definições semelhantes tenham sido propostas por várias organizações e estudiosos, e há um consenso geral entre os estudiosos de que "os indivíduos foram sancionados por sistemas jurídicos e presos por regimes políticos não por sua violação de leis codificadas, mas por seus pensamentos e ideias que desafiaram fundamentalmente as relações de poder existentes". O status de preso político é geralmente concedido a indivíduos com base em declarações de organizações não governamentais como a Anistia Internacional, caso a caso. Embora esse status seja frequentemente amplamente reconhecido pela opinião pública internacional, muitas vezes são rejeitados por governos individuais acusados de manter presos políticos, que tendem a negar qualquer preconceito em seus sistemas judiciais.
Um termo mais restrito é prisioneiro de consciência, popularizado pela Anistia Internacional. Descreve alguém que foi processado por causa de suas crenças pessoais.
Algumas prisões, conhecidas como prisões políticas, são voltadas ou até mesmo dedicadas exclusivamente ao acolhimento de presos políticos.

## Os presos políticos emPortugal
Em Portugal no período da Ditadura Nacional (1926-1933) e do Estado Novo (1933-1974) foram encarcerados sem julgamento ou após julgamento em tribunais especiais, milhares de portugueses.

## Presos políticos emAngola
- Mbanza Hamza[6][7][8]

## Prisões políticas notáveis
As seguintes prisões foram reconhecidas como encarcerando principalmente prisioneiros políticos e, portanto, foram chamadas de "prisões políticas".
- Bereza Kartuska, Polônia entre guerras[9]
- Prisão de Evin, Irã[10]
- Fortaleza de Pedro e Paulo, Rússia Imperial[11]
- Fortaleza de Shlisselburg, Rússia Imperial[12][13]
- Prisão Spaç, Albânia[14]